# Ng Yan Yee
Ng Yan Yee (11 de juliol de 1993, Kuala Lumpur, Malàisia) és una saltadora professional.

## Carrera

### Primers passos
Ng va començar a saltar a l'edat de 13 anys a la ciutat de Bandar Tun Razak. Va començar practicant la gimnàstica rítmica però el seu talent va ser caçat per l'entrenador nacional, Yang Zhuliang perquè "la seva constitució física era bona per a realitzar salts".

### Jocs Olímpics d'estiu de 2012
Va competir a la prova de salt de 3 metres trampolí a les olimpíades del 2012.

### Jocs Olímpics d'estiu de 2016
Ng va acabar 11ena a la prova de salt de 3 metres trampolí al Campionat del Món de natació de 2015 celebrat a Kazan, Rússia i així es va qualificar per a competir als Jocs Olímpics de 2016.